# Спинето (Фрозиноне)
Спинето је насеље у Италији у округу Фрозиноне, региону Лацио.
Према процени из 2011. у насељу је живело 135 становника. Насеље се налази на надморској висини од 390 м.